# نترية قلوية
نترية قلوية (الاسم العلمي: Nitrobacter alkalicus) هي نوع من البكتيريا المؤكسدة للنتريت، سلبية الغرام، تتبع جنس النترية.